# 쳇 컬버
체스터 존 컬버(Chester John Culver, 1946년 1월 25일 ~ )은 미국의 정치인으로 제41대 아이오와 주지사이다.

## 학력
- 버지니아 공과대학교 인문사회 학사
- 드레이크 대학교 인문사회 석사

## 경력
- 1999.01 ~ 2007.01 제29대 아이오와 주무장관
- 2007.01 ~ 2011.01 제41대 아이오와 주지사

## 역대 선거 결과
| 선거명      | 직책명            | 대수 | 정당   | 득표율 | 득표수    | 결과 | 당락                     |
| ----------- | ----------------- | ---- | ------ | ------ | --------- | ---- | ------------------------ |
| 1998년 선거 | 아이오와 주무장관 | 29대 | 민주당 | 49.91% | 457,161표 | 1위  | 아이오와주 주무장관 당선 |
| 2002년 선거 | 아이오와 주무장관 | 29대 | 민주당 | 53.46% | 526,600표 | 1위  | 아이오와주 주무장관 당선 |
| 2006년 선거 | 아이오와 주지사   | 41대 | 민주당 | 54.03% | 569,021표 | 1위  | 아이오와 주지사 당선     |
| 2010년 선거 | 아이오와 주지사   | 42대 | 민주당 | 43.21% | 484,798표 | 2위  | 낙선                     |